# Panhandle do Alasca

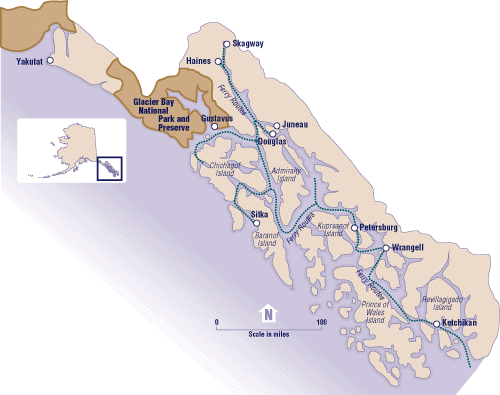
O Alaska Panhandle

O Panhandle do Alasca (em inglês:  Alaska Panhandle), por vezes denominado Sudeste do Alasca, é a parte sudeste e litoral do estado do Alasca, nos Estados Unidos, que se estende no oeste da metade setentrional da província da Colúmbia Britânica, do Canadá. Constitui um caso de cabo de frigideira. A maioria do território do Alaska Panhandle é coberta pela Floresta Nacional Tongass, a maior floresta nacional dos Estados Unidos. A fronteira internacional segue na maior parte da extensão pelos tergos das Montanhas Costeiras.